# 이상헌 (1999년)
이상헌(1999년 8월 19일 ~ )은 대한민국의 축구 선수로, 포지션은 미드필더이다. 이상헌은 서울 이랜드 FC의 유스팀 출신이며 역사상 최초로 구단 유스 시스템 출신 프로 계약 1호 선수로 기록되었다.